# Episodi di Make Room for Daddy (nona stagione)
La nona stagione della serie televisiva La stanza di papà (Make Room for Daddy, The Danny Thomas Show dalla quinta stagione) è andata in onda negli Stati Uniti dal 2 ottobre 1961 al 7 maggio 1962 sulla CBS.
In Italia la stagione è stata trasmessa su Telecapri News dal 26 novembre 2016 al 6 maggio 2017 ogni sabato alle 22:00. Eccezionalmente, l'episodio Un amore per le lettere fu trasmesso nel giorno di San Valentino, il 14 febbraio 2018 alle 22:50 sempre sulla stessa rete, mentre gli episodi 9 e 10, 13, 17, 23, e 31 sono rimaste inedite.
| nº | Titolo originale                   | Titolo italiano         | Prima TV USA     | Prima TV Italia  |
| -- | ---------------------------------- | ----------------------- | ---------------- | ---------------- |
| 1  | For Every Man There's a Woman      | Una donna per un uomo   | 2 ottobre 1961   | 26 novembre 2016 |
| 2  | Linda Runs Away                    | Corri e fuggi           | 9 ottobre 1961   | 3 dicembre 2016  |
| 3  | Love Letters                       | Un amore per le lettere | 16 ottobre 1961  | 14 febbraio 2018 |
| 4  | The Trumpet Player                 | Chi suona la tromba?    | 23 ottobre 1961  | 10 dicembre 2016 |
| 5  | Tonoose vs. Daly                   | Daly o Toonose?         | 30 ottobre 1961  | 17 dicembre 2016 |
| 6  | Hen-pecked Charley                 | Hen-pecked Charley      | 13 novembre 1961 | 24 dicembre 2016 |
| 7  | Danny Weaves a Web                 | La rete                 | 20 novembre 1961 | 31 dicembre 2016 |
| 8  | Danny and Durante                  | Chi è Durante?          | 27 novembre 1961 | 7 gennaio 2017   |
| 9  | Danny and the Brownies             |                         | 4 dicembre 1961  | inedito          |
| 10 | Tonoose's Plot                     |                         | 11 dicembre 1961 | inedito          |
| 11 | Keeping Up with the Joneses        | La famiglia Joneses     | 18 dicembre 1961 | 14 gennaio 2017  |
| 12 | Teacher for a Day                  | Benvenuta, Maestra      | 25 dicembre 1961 | 21 gennaio 2017  |
| 13 | Useless Charley                    |                         | 1º gennaio 1962  | inedito          |
| 14 | A Baby for Charley                 | Baby-sitting            | 8 gennaio 1962   | 28 gennaio 2017  |
| 15 | Linda, the Tomboy                  | Il maschiaccio          | 15 gennaio 1962  | 4 febbraio 2017  |
| 16 | The Big Fight                      | Discussioni             | 22 gennaio 1962  | 11 febbraio 2017 |
| 17 | Casanova Tonoose                   |                         | 29 gennaio 1962  | inedito          |
| 18 | Charley Does It Himself            | Lui stesso              | 5 febbraio 1962  | 18 febbraio 2017 |
| 19 | The P.T.A. Bash                    | Il P.T.A.               | 12 febbraio 1962 | 25 febbraio 2017 |
| 20 | A Nose by Any Other Name           | Nasi                    | 19 febbraio 1962 | 4 marzo 2017     |
| 21 | Casanova Junior                    | A Casanova              | 26 febbraio 1962 | 11 marzo 2017    |
| 22 | Temper, Temper                     | Tempra                  | 5 marzo 1962     | 18 marzo 2017    |
| 23 | Hunger Strike                      |                         | 12 marzo 1962    | inedito          |
| 24 | Bunny Cooks a Meal                 | Pasto per coniglietto   | 19 marzo 1962    | 25 marzo 2017    |
| 25 | Jose's Protege                     | Protetto da Jose        | 26 marzo 1962    | 1º aprile 2017   |
| 26 | Danny and Bob Get Away from It All | La decisione per due    | 2 aprile 1962    | 8 aprile 2017    |
| 27 | Extrasensory Charley               | L'extrasensoriale       | 9 aprile 1962    | 15 aprile 2017   |
| 28 | Kathy, the Pro                     | Professionisti          | 16 aprile 1962   | 22 aprile 2017   |
| 29 | A Promise Is a Promise             | Le promesse             | 23 aprile 1962   | 29 aprile 2017   |
| 30 | The Smart Aleck                    | Il furbo                | 30 aprile 1962   | 6 maggio 2017    |
| 31 | Baby                               |                         | 7 maggio 1962    | inedito          |

## For Every Man There's a Woman
- Prima televisiva: 2 ottobre 1961
- Diretto da:
- Scritto da:

### Trama
- Interpreti: Danny Thomas (Danny Williams), Marjorie Lord (Kathy Williams), Rusty Hamer (Rusty Williams), Angela Cartwright (Linda Williams), Bill Dana (Jose Jiminez), Elise Kraal (Hilda l'infermiera del bambino)

## Linda Runs Away
- Prima televisiva: 9 ottobre 1961
- Diretto da:
- Scritto da:

### Trama
- Interpreti: Angela Cartwright (Linda Williams), Rusty Hamer (Rusty Williams), Marjorie Lord (Kathy Williams), Ken Lynch (poliziotto), Sid Melton (Charley Halper), Danny Thomas (Danny Williams)

## Love Letters
- Prima televisiva: 16 ottobre 1961
- Diretto da:
- Scritto da:

### Trama
- Interpreti: Trudi Ames (1st Girl Returning Letters), Angela Cartwright (Linda Williams), Herbert Ellis (Mr. Webb), Rusty Hamer (Rusty Williams), Barbara Hunter (ragazza #2), Marvel Lawrence (commesso), Marjorie Lord (Kathy Williams), Hazel Shermet (Mrs. Green), Naomi Stevens (Mrs. Sol Schwartz), Danny Thomas (Danny Williams), Dick Wessel (Jay Sandrich)

## The Trumpet Player
- Prima televisiva: 23 ottobre 1961
- Diretto da:
- Scritto da:

### Trama
- Interpreti: Angela Cartwright (Linda Williams), Rusty Hamer (Rusty Williams), Harry James (Larry Norman), The Laurel Hall Hornets (loro stessi), Marjorie Lord (Kathy Williams), Sid Melton (Charley Halper), Danny Thomas (Danny Williams), Earle Hagen (Danny's Bandleader)

## Tonoose vs. Daly
- Prima televisiva: 30 ottobre 1961
- Diretto da:
- Scritto da:

### Trama
- Interpreti: Angela Cartwright (Linda Williams), Hans Conried (zio Tonoose), William Demarest (Mr. Daly), Rusty Hamer (Rusty Williams), Marjorie Lord (Kathy Williams), Amanda Randolph (Louise), Danny Thomas (Danny Williams)

## Hen-pecked Charley
- Prima televisiva: 13 novembre 1961
- Diretto da:
- Scritto da:

### Trama
- Interpreti: Danny Thomas (Danny Williams), Marjorie Lord (Kathy Williams), Rusty Hamer (Rusty Williams), Sid Melton (Charley Halper), Pat Carroll (Bunny Halper), Angela Cartwright (Linda Williams)

## Danny Weaves a Web
- Prima televisiva: 20 novembre 1961
- Diretto da:
- Scritto da:

### Trama
- Interpreti: Danny Thomas (Danny Williams), Marjorie Lord (Kathy Williams), Rusty Hamer (Rusty Williams), Jack Albertson (Freddy), Bill Bixby (Joey), Angela Cartwright (Linda Williams), Herbie Faye (tassista), Stacy Harris (tenente Braddock), Sid Melton (Charley Halper)

## Danny and Durante
- Prima televisiva: 27 novembre 1961
- Diretto da:
- Scritto da:

### Trama
- Interpreti: Danny Thomas (Danny Williams), Marjorie Lord (Kathy Williams), Rusty Hamer (Rusty Williams), Angela Cartwright (Linda Williams), Jimmy Durante (zio Jimmy Durante), Bill Bixby (Mack), Oliver Cliff (Mr. Carew), Robert Ball (assistente di Mr. Carew), Martin Braddock (uomo nel Nightclub), Mary Lee Dearring (uomo nel Nightclub), Hal England (uomo nel Nightclub), Gina Genardi (Carla), Ned Glass (Benny; solo credito), Jimmy Hayes (uomo nel Nightclub), Todd Lasswell (Nightclub College Patron), Earle Hagen (Danny's Bandleader)

## Danny and the Brownies
- Prima televisiva: 4 dicembre 1961
- Diretto da:
- Scritto da:

### Trama
- Interpreti: Danny Thomas (Danny Williams), Marjorie Lord (Kathy Williams), Rusty Hamer (Rusty Williams), Angela Cartwright (Linda Williams), Shari Lee Bernath (Laurie - Brownie), Susan Gordon (Susan), Jennie Lynn (Brownie), Paul Maxey (giudice Tolliver), Sid Melton (Charley Halper), George O'Hanlon (poliziotto)

## Tonoose's Plot
- Prima televisiva: 11 dicembre 1961
- Diretto da:
- Scritto da:

### Trama
- Interpreti: Danny Thomas (Danny Williams), Marjorie Lord (Kathy Williams), Rusty Hamer (Rusty Williams), Angela Cartwright (Linda Williams), Hans Conried (zio Tonoose), Amanda Randolph (Louise)

## Keeping Up with the Joneses
- Prima televisiva: 18 dicembre 1961
- Diretto da:
- Scritto da:

### Trama
- Interpreti: Danny Thomas (Danny Williams), Marjorie Lord (Kathy Williams), Rusty Hamer (Rusty Williams), Angela Cartwright (Linda Williams), Sid Melton (Charley Halper), Pat Carroll (Bunny Halper), Oliver Cliff (Maurice, gioielliere), Johnny Silver (cliente Jewelry)

## Teacher for a Day
- Prima televisiva: 25 dicembre 1961
- Diretto da:
- Scritto da:

### Trama
- Interpreti: Danny Thomas (Danny Williams), Marjorie Lord (Kathy Williams), Rusty Hamer (Rusty Williams), Angela Cartwright (Linda Williams), Mabel Albertson (Ms. Johnson), Veronica Cartwright (Veronica), Steven Barringer (Henry), Kevin Jones (Ralph)

## Useless Charley
- Prima televisiva: 1º gennaio 1962
- Diretto da:
- Scritto da:

### Trama
- Interpreti: Danny Thomas (Danny Williams), Marjorie Lord (Kathy Williams), Rusty Hamer (Rusty Williams), Angela Cartwright (Linda Williams), Sid Melton (Charley Halper), Hope Summers (Jenny - Copa Club Cleaning Woman), Pat Carroll (Bunny Halper)

## A Baby for Charley
- Prima televisiva: 8 gennaio 1962
- Diretto da:
- Scritto da:

### Trama
- Interpreti: Danny Thomas (Danny Williams), Marjorie Lord (Kathy Williams), Rusty Hamer (Rusty Williams), Angela Cartwright (Linda Williams), Sid Melton (Charley Halper), Pat Carroll (Bunny Halper)

## Linda, the Tomboy
- Prima televisiva: 15 gennaio 1962
- Diretto da:
- Scritto da:

### Trama
- Interpreti: Danny Thomas (Danny Williams), Marjorie Lord (Kathy Williams), Rusty Hamer (Rusty Williams), Angela Cartwright (Linda Williams), Sid Melton (Charley Halper), Scott McCartor (Scottie), Sally Smith (Eloise Johnson)

## The Big Fight
- Prima televisiva: 22 gennaio 1962
- Diretto da:
- Scritto da:

### Trama
- Interpreti: Danny Thomas (Danny Williams), Marjorie Lord (Kathy Williams), Rusty Hamer (Rusty Williams), Angela Cartwright (Linda Williams), Pat Carroll (Bunny Halper), Sid Melton (Charley Halper), Hope Summers, Tom Cound (cameriere), Sheldon Leonard (Phil Brokaw)

## Casanova Tonoose
- Prima televisiva: 29 gennaio 1962
- Diretto da:
- Scritto da:

### Trama
- Interpreti: Danny Thomas (Danny Williams), Marjorie Lord (Kathy Williams), Rusty Hamer (Rusty Williams), Angela Cartwright (Linda Williams), Hans Conried (zio Tonoose), Ann Tyrrell (Mrs. Marshall), Amzie Strickland (Miss Hotchkiss)

## Charley Does It Himself
- Prima televisiva: 5 febbraio 1962
- Diretto da:
- Scritto da:

### Trama
- Interpreti: Danny Thomas (Danny Williams), Marjorie Lord (Kathy Williams), Rusty Hamer (Rusty Williams), Angela Cartwright (Linda Williams), Sid Melton (Charley Halper), Pat Carroll (Bunny Halper)

## The P.T.A. Bash
- Prima televisiva: 12 febbraio 1962
- Diretto da:
- Scritto da:

### Trama
- Interpreti: Danny Thomas (Danny Williams), Marjorie Lord (Kathy Williams), Rusty Hamer (Rusty Williams), Angela Cartwright (Linda Williams), Amanda Randolph (Louise), Olan Soule (Soprintendente Phelps), Robert Nash (Mr. Whitehall), Nancy Kulp (Mrs. Keltner), Maudie Prickett (Mrs. Brown), Barbara Pepper (signora grassa)

## A Nose by Any Other Name
- Prima televisiva: 19 febbraio 1962
- Diretto da:
- Scritto da:

### Trama
- Interpreti: Danny Thomas (Danny Williams), Marjorie Lord (Kathy Williams), Rusty Hamer (Rusty Williams), Angela Cartwright (Linda Williams), Sid Melton (Charley Halper), Lyle Talbot (dottor Crawford)

## Casanova Junior
- Prima televisiva: 26 febbraio 1962
- Diretto da:
- Scritto da:

### Trama
- Interpreti: Danny Thomas (Danny Williams), Marjorie Lord (Kathy Williams), Rusty Hamer (Rusty Williams), Angela Cartwright (Linda Williams), Pamela Baird (Gloria), Jimmy Baird (Tommy), Ann Barnes (Darlene), Dixie Ann Barnes (Darlene Dorsey)

## Temper, Temper
- Prima televisiva: 5 marzo 1962
- Diretto da:
- Scritto da:

### Trama
- Interpreti: Pat Carroll (Bunny Halper), Angela Cartwright (Linda Williams), Rusty Hamer (Rusty Williams), Marjorie Lord (Kathy Williams), Sid Melton (Charley Halper), Danny Thomas (Danny Williams)

## Hunger Strike
- Prima televisiva: 12 marzo 1962
- Diretto da:
- Scritto da:

### Trama
- Interpreti: Danny Thomas (Danny Williams), Marjorie Lord (Kathy Williams), Rusty Hamer (Rusty Williams), Angela Cartwright (Linda Williams), Amanda Randolph (Louise)

## Bunny Cooks a Meal
- Prima televisiva: 19 marzo 1962
- Diretto da:
- Scritto da:

### Trama
- Interpreti: Danny Thomas (Danny Williams), Marjorie Lord (Kathy Williams), Rusty Hamer (Rusty Williams), Angela Cartwright (Linda Williams), Pat Carroll (Bunny Halper), Louis Nye (Herman), Sid Melton (Charley Halper), Amanda Randolph (Louise)

## Jose's Protege
- Prima televisiva: 26 marzo 1962
- Diretto da:
- Scritto da:

### Trama
- Interpreti: Danny Thomas (Danny Williams), Marjorie Lord (Mrs. Kathy Williams), Rusty Hamer (Rusty Williams), Angela Cartwright (Linda Williams), Bill Dana (Jose Jiminez), Michael Davis (Manuel Ramon Cardenas), Herbie Faye (Herbie), Ruth Perrott (Stage Mother), Danny Jones (Boy Tap Dancer), Linda MacGregor (Singing Sister Act), Robin MacGregor (Singing Sister Act), Earle Hagen (Earle - Danny's Bandleader)

## Danny and Bob Get Away from It All
- Prima televisiva: 2 aprile 1962
- Diretto da:
- Scritto da:

### Trama
- Interpreti: Danny Thomas (Danny Williams), Marjorie Lord (Kathy Williams), Rusty Hamer (Rusty Williams), Angela Cartwright (Linda Williams), Bob Hope (se stesso), Stanley Adams (cameriere), Sam Hearn (Mr. Harland), Lenore Kingston (Emma), Renie Riano (Autograph Seeker), Sheila Rogers (Autograph Seeker)

## Extrasensory Charley
- Prima televisiva: 9 aprile 1962
- Diretto da:
- Scritto da:

### Trama
- Interpreti: Danny Thomas (Danny Williams), Marjorie Lord (Kathy Williams), Rusty Hamer (Rusty Williams), Angela Cartwright (Linda Williams), Pat Carroll (Bunny Halper), Sid Melton (Charley Halper), Sheldon Leonard (Annunciatore TV (voce)

## Kathy, the Pro
- Prima televisiva: 16 aprile 1962
- Diretto da:
- Scritto da:

### Trama
- Interpreti: Danny Thomas (Danny Williams), Marjorie Lord (Kathy Williams), Rusty Hamer (Rusty Williams), Angela Cartwright (Linda Williams), Pat Carroll (Bunny Halper), Sid Melton (Charley Halper), Minerva Urecal, Earle Hagen (Earle)

## A Promise Is a Promise
- Prima televisiva: 23 aprile 1962
- Diretto da:
- Scritto da:

### Trama
- Interpreti: Danny Thomas (Danny Williams), Marjorie Lord (Kathy Williams), Rusty Hamer (Rusty Williams), Angela Cartwright (Linda Williams), Art Linkletter (se stesso), Sid Melton (Charley Halper), Tim Stevenson (Timmy), Anne Finnegan (Anne)

## The Smart Aleck
- Prima televisiva: 30 aprile 1962
- Diretto da:
- Scritto da:

### Trama
- Interpreti: Danny Thomas (Danny Williams), Marjorie Lord (Kathy Williams), Rusty Hamer (Rusty Williams), Angela Cartwright (Linda Williams), Pat Carroll (Bunny Halper), Sid Melton (Charley Halper), Don Penny (Cousin Don), Earle Hagen (Earle)

## Baby
- Prima televisiva: 7 maggio 1962
- Diretto da:
- Scritto da:

### Trama
- Interpreti: Danny Thomas (Danny Williams), Marjorie Lord (Kathy Williams), Rusty Hamer (Rusty Williams), Angela Cartwright (Linda Williams), Joan Tompkins (infermiera), Earle McVeigh (dottor Clark), Pat Carroll (Bunny Halper), Sid Melton (Charley Halper), Amanda Randolph (Louise)